# Dibrometo de 1,6-Bis(3-Carbpiridiloxi)hexametileno
Dibrometo de 1,6-Bis(3-Carbpiridiloxi)hexametileno é um agente químico sintético de formulação C28H46Br2N6O4.